# James Perry

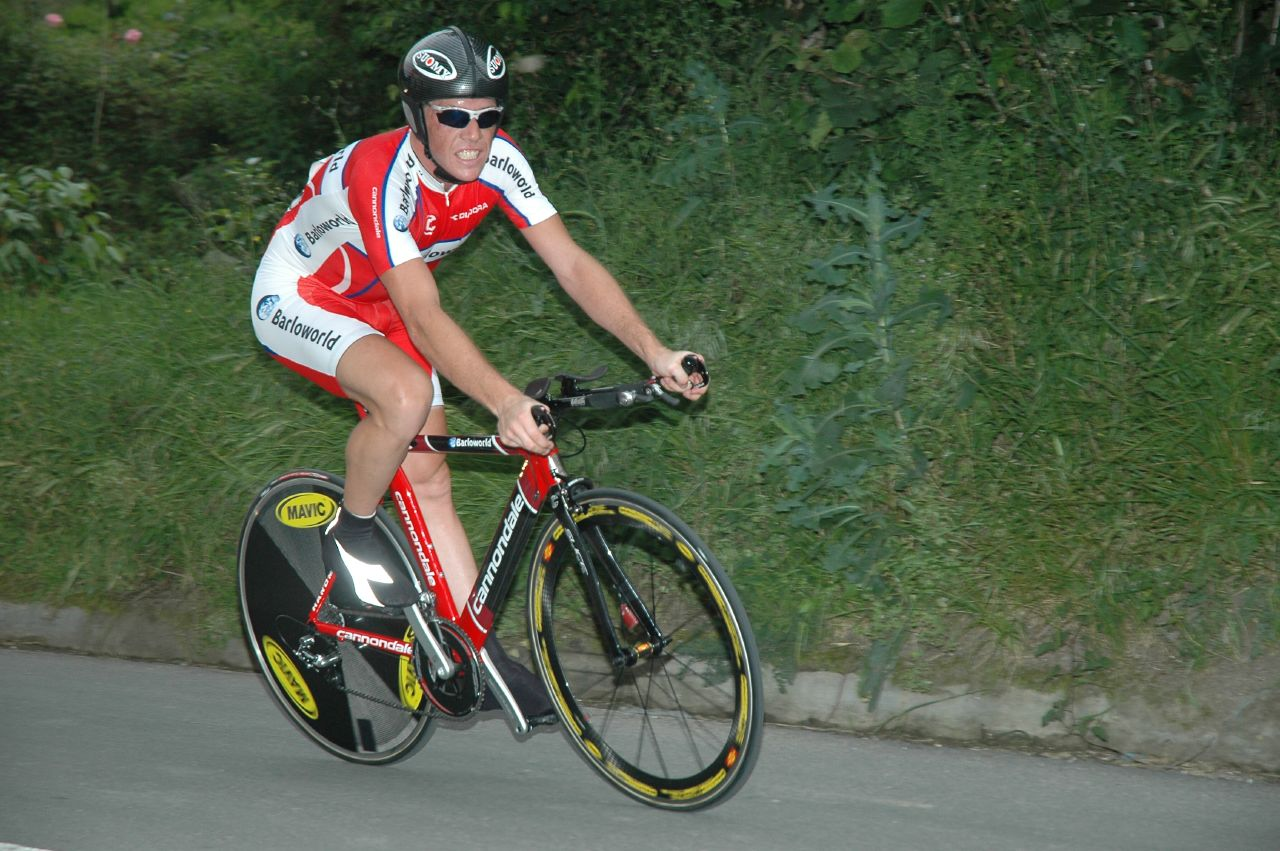
James Perry, Euskal Bizikleta 2007

James Lewis Perry (Kaapstad, 19 november 1979) is een Zuid-Afrikaans voormalig wielrenner, beroeps van 2001 tot 2008. 

## Overwinningen
2000
- Zuid-Afrikaans kampioen op de weg, Criterium, Elite
- Zuid-Afrikaans kampioen Tijdrijden, Beloften

2002
- Zuid-Afrikaans Tijdrijden, Elite

2008
- Zuid-Afrikaans Tijdrijden, Elite

## Ploegen
- 2001 - Team IBM-Lotus
- 2002 - Amore & Vita-Beretta
- 2003 - Amore & Vita-Beretta
- 2003 - Team Barloworld vanaf 23-10
- 2004 - Team Barloworld
- 2005 - Team Konica Minolta
- 2006 - Team Barloworld
- 2007 - Team Barloworld
- 2008 - Team Neotel